# 下十条運転区
下十条運転区（しもじゅうじょううんてんく）は、東京都北区にあった東日本旅客鉄道（JR東日本）東京支社の運転士が所属する組織である。京浜東北線東十条駅構内にある。
かつては車両も所属する下十条電車区だった。現在も構内は京浜東北線の電車の留置に使用されている。

## 乗務範囲
- 京浜東北線・根岸線大宮 - 大船間

## 歴史
- 1932年（昭和7年）9月1日：電化が赤羽から大宮まで延びたことに伴い「下十条電車区」として設置[1]。
- 1962年（昭和37年）4月17日：23時10分ごろ、7両編成の回送電車が入庫中、4両目が脱線して構内を横断する陸橋に衝突し、落橋する事故が発生[2]。
- 1986年（昭和61年）3月3日：京浜東北線の車両配置が蒲田電車区（現・大田運輸区）とともに浦和電車区（現・さいたま車両センター）に集約され、運転士のみ配置のとなり、下十条運転区に改称される。
- 2016年（平成28年）3月25日 - 乗務員基地再編のため、この日をもって廃止。翌26日に大田運輸区へ統合される[3]。

## 配置車両に記されていた略号
北モセ…東京北鉄道管理局を示す「北」と、「下十条」の電略を組み合わせたもの。
「モセ」の部分は鉄道電信で駅名を表す略号（電略）。電略では２文字で駅をユニークに表す必要があり、自駅を認識させつつ近隣他駅と重複しない組み合わせとして正しいフリガナの省略形でない表記も採用されている（例：京浜東北線内では「チタ」＝「田町」…チとタの位置が倒置されている）。
音価が「しもじゅうじょう」と等しい旧仮名遣いの別表記「しもじうぜう」／「しもぜうじゃう」から、元駅名を想起しやすくユニークな組合わせとなる「もぜ」が選ばれた（制定時点では仮名遣い表記は旧仮名遣いのみだった）が、電信で「もぜ」を表記するには濁点で１文字を要し「もせ゛」となるため、濁音部を切捨てた「モセ」とされた。
（※旧仮名遣いでの正しい表記は「しもじふでう」）

## 構内
京浜東北線本線側から
- 1番から5番線までの収容線（留置線）
- 6番・7番線は洗浄台を設置した収容線（洗浄線）
- 8番から10番線は検修庫を設置した整備線
- この間には整備線に併設した交番検査や台車検査を実施するための検修庫があったが、2021年に解体された。
- 11番線は収容線（留置線）であるが普段は使用しない。乗務員訓練など使用されている。

この収容線・整備線の反対側には本線との引き込み線を兼ねた引き上げ線が2線あり、車両洗浄装置も併設されている。
- 検修庫のある整備線は、過去には交番検査や台車検査を実施していたが、現在は出区点検のみが実施される。
- 京浜東北線用の209系0番台4扉車と同500番台先頭車の側面窓を開閉可能に改造する工事が当区で実施された。

## 所属していた車両（下十条電車区）
山手線と京浜東北線で運用されていた車両が配置されていた。このうち山手線所属車両は1968年の品川電車区拡張工事完成により、それまでに全編成が品川と池袋電車区に転出したため、同年以降は京浜東北線所属車両のみとなった。
最終配置車両は103系234両（10両編成23本と予備車4両）と事業用牽引車のクモヤ143形1両。また、クモヤ143形導入前に配置されていた事業用牽引車のクモヤ90形は「クモヤ90005」で、東海旅客鉄道浜松工場で保管の後、製造時のモハ63形（モハ63638）に復元され、現在リニア・鉄道館にて保存・展示されている。
- 72系 - 一部は山手線で使用
- 101系 - 山手線のみで使用（一部のみ配置。他の山手線車両は池袋と品川の両電車区に配置）
- 103系
- 185系
- 485系
- クモヤ90形事業用牽引車
- クモヤ143形事業用牽引車